# Liste der Kulturdenkmäler in Messel
Die folgende Liste enthält die in der Denkmaltopographie ausgewiesenen Kulturdenkmäler auf dem Gebiet  der Gemeinde Messel, Landkreis Darmstadt-Dieburg, Hessen.
Hinweis: Die Reihenfolge der Denkmäler in dieser Liste orientiert sich zunächst an Ortsteilen und anschließend der Anschrift, alternativ ist sie auch nach der Bezeichnung oder der Bauzeit sortierbar.
Kulturdenkmäler werden fortlaufend im Denkmalverzeichnis des Landes Hessen durch das Landesamt für Denkmalpflege Hessen auf Basis des Hessischen Denkmalschutzgesetzes (HDSchG) geführt. Die Schutzwürdigkeit eines Kulturdenkmals hängt nicht von der Eintragung in das Denkmalverzeichnis des Landes Hessen oder der Veröffentlichung in der Denkmaltopographie ab.

Das Vorhandensein oder Fehlen eines Objekts in dieser Liste ist keine rechtsverbindliche Auskunft darüber, ob es Kulturdenkmal ist oder nicht: Diese Liste entspricht möglicherweise nicht dem aktuellen Stand der offiziellen Denkmaltopographie. Diese ist für Hessen in den entsprechenden Bänden der Denkmaltopographie Bundesrepublik Deutschland und im Internet unter DenkXweb – Kulturdenkmäler in Hessen einsehbar. Auch diese Quellen sind, obwohl sie durch das Landesamt für Denkmalpflege Hessen aktualisiert werden, nicht immer aktuell, da es im Denkmalbestand immer wieder Änderungen gibt.
Eine verbindliche Auskunft erteilt allein das Landesamt für Denkmalpflege Hessen.
Nutze diese Kartenansicht, um Koordinaten in der Liste zu setzen. In dieser Kartenansicht sind Kulturdenkmale ohne Koordinaten mit einem roten bzw. orangen Marker dargestellt und können in der Karte gesetzt werden. Kulturdenkmale ohne Bild sind mit einem blauen bzw. roten Marker gekennzeichnet, Kulturdenkmale mit Bild mit einem grünen bzw. orangen Marker.

## Kulturdenkmäler nach Ortsteilen

### Messel
| Bild                                                                        | Bezeichnung                                                                     | Lage                                                         | Beschreibung | Bauzeit                    | Daten |
| --------------------------------------------------------------------------- | ------------------------------------------------------------------------------- | ------------------------------------------------------------ | --- | -------------------------- | ----- |
| Gesamtanlage Messel                                                         | Gesamtanlage Messel                                                             | Bruchgasse, Langgasse, Hanauer Straße, Holzhäuser Gasse Lage | Die Gesamtanlage umfasst den größten Teil der beidseitigen Bebauung der Bruchgasse, Langgasse, Hanauer Straße und Holzhäuser Gasse. Charakteristisch sind hier die zweigeschossigen giebelständigen Fachwerkhäuser. Die Struktur der Siedlung ist bis in karolingische Zeit zurückverfolgbar. |                            |       |
| Fachwerkhaus in Messel Bahnhofstr. 6                                        | Fachwerkhaus                                                                    | Bahnhofstraße 6 LageFlur: 1, Flurstück: 358/1                | Giebelständiges, zweigeschossiges Wohnhaus mit bescheidenem, weitgehend original erhaltenem Zierfachwerk und verschindelter Giebelseite. | 2. Hälfte 18. Jahrhundert  |       |
| ehemalige Schule in Messel Bahnhofstr. 10                                   | Ehemalige Schule                                                                | Bahnhofstraße 10 LageFlur: 9, Flurstück: 90/2                | Zweigeschossiger, heller, quadratischer Klinkerbau mit flachem Zeltdach. | 1892                       |       |
| Fachwerkhaus in Messel, Bruchgasse 10                                       | Fachwerkhaus                                                                    | Bruchgasse 10 LageFlur: 1, Flurstück: 69                     | Giebelständiges, zweigeschossiges Bauernhaus mit weitgehend original erhaltenem, qualitätvollem Fachwerkgefüge. | Ende 18. Jahrhundert       |       |
| Fachwerkhaus in Messel Darmstaedter Str. 2 (Fachwerk nicht mehr sichtbar)   | Fachwerkhaus                                                                    | Darmstädter Straße 2 LageFlur: 1, Flurstück: 284/2           | Zweigeschossiges Wohnhaus mit hinter Verputz liegendem, schönem Fachwerkgefüge. | Anfang 18. Jahrhundert     |       |
| Fachwerkhaus in Messel Darmstaedter Str. 4                                  | Fachwerkhaus                                                                    | Darmstädter Straße 4 LageFlur: 1, Flurstück: 277/4           | Zweigeschossiges Bauernhaus mit guterhaltenem Fachwerkgefüge. | Anfang 18. Jahrhundert     |       |
| weitere Bilder                                                              | Gebäudegruppe Messeler Forsthaus: Messeler Falltorhaus und Scheune              | Darmstädter Straße 61 LageFlur: 9, Flurstück: 640/5          | Verschindeltes eingeschossiges Forsthaus mit Scheune. | um 1890                    |       |
| weitere Bilder                                                              | Gebäudegruppe Messeler Forsthaus: Forstamt Kranichstein – Wohnhaus mit Scheunen | Darmstädter Straße 63 LageFlur: 9, Flurstück: 640/7          | Holzverschindeltes, zweigeschossiges Forsthaus mit Mansarddach. Im Hinterhof eine ältere Bruchsteinscheune als Hofabschluss. | vor 1785                   |       |
| Messel, Bahnhofstr. 2, Arheiliger Pforte von Norden aus gesehen             | Torbau, sogenannte Arheiliger Pforte                                            | Hanauer Straße 1 LageFlur: 1, Flurstück: 354/3               | Breiter langgestreckter Torbau mit Zierfachwerk im Obergeschoss. | 18. Jahrhundert            |       |
| Fachwerkhaus in Messel, Hanauer Str. 13                                     | Bauernhaus                                                                      | Hanauer Straße 13 LageFlur: 1, Flurstück: 297/1              | Giebelständiges, zweigeschossiges Fachwerkhaus. | Anfang 17. Jahrhundert     |       |
| Fachwerkhaus in Messel, Hanauer Str. 16                                     | Fachwerkhaus                                                                    | Hanauer Straße 16 LageFlur: 1, Flurstück: 246                | Langgestrecktes Gebäude mit hohem massivem Erdgeschoss (ehem. Teil eines Adelshofes) und Zierfachwerk im Obergeschoss. | 1618 (Erdgeschoss)         |       |
| Pfarrhaus in Messel, Hanauer Str. 19 (Straßenseite)                         | Pfarrhaus                                                                       | Hanauer Straße 19 LageFlur: 1, Flurstück: 49/2               | Einfacher, klassizistischer, zweigeschossiger Massivbau mit Walmdach auf fast quadratischem Grundriss, erbaut nach Plänen von Georg Moller. | 2. Viertel 19. Jahrhundert |       |
| Fachwerkhaus in Messel, Hanauer Str. 28                                     | Fachwerkhaus                                                                    | Hanauer Straße 28 LageFlur: 3, Flurstück: 128                | Giebelständiges, zweigeschossiges Wohnhaus mit fast ungestörtem Fachwerkgefüge | Anfang 18. Jahrhundert     |       |
| Fachwerkhaus in Messel, Hanauer Str. 36                                     | Fachwerkhaus                                                                    | Hanauer Straße 36 LageFlur: 3, Flurstück: 132/4              | Giebelständiges, zweigeschossiges Wohnhaus mit vollständig erhaltenem, einfachem Fachwerkgefüge. | 2. Hälfte 18. Jahrhundert  |       |
| Fachwerkhaus in Messel Holzhäuser Str. 21                                   | Wohnhaus                                                                        | Holzhäusergasse 21 LageFlur: 1, Flurstück: 394/1             | Giebelständiges, zweigeschossiges Bauernhaus mit vollständig erhaltenem Fachwerkgefüge im Obergeschoss und Krüppelwalmdach. | 1. Hälfte 18. Jahrhundert  |       |
| Wohnhaus                                                                    | Wohnhaus                                                                        | Holzhäusergasse 29 LageFlur: 1, Flurstück: 440/1             | Giebelständiges, zweigeschossiges Fachwerkhaus mit Krüppelwalmdach. | 18. Jahrhundert            |       |
| weitere Bilder                                                              | Ehemaliges Rathaus                                                              | Langgasse 2 LageFlur: 1, Flurstück: 44/2                     | Zweigeschossiges Haus mit einfachem Fachwerkgefüge, beherbergt heute das Fossilien- und Heimatmuseum Messel. | 1. Hälfte 18. Jahrhundert  |       |
| Fachwerkhaus in Messel Langgasse 3                                          | Fachwerkhaus                                                                    | Langgasse 3 LageFlur: 1, Flurstück: 300/1                    | Langgezogenes Bauernhaus mit weitgehend ungestörtem Fachwerkgefüge und anschließendem Torbau. | 17. Jahrhundert            |       |
| ehemaliges Schulhaus in Messel Langgasse 5                                  | Ehemaliges Schulhaus                                                            | Langgasse 5 LageFlur: 1, Flurstück: 312                      | Klassizistischer, zweigeschossiger Massivbau mit Rundbogenfenstern und Walmdach im Moller-Stil. | 1. Hälfte 19. Jahrhundert  |       |
| weitere Bilder                                                              | Evangelische Kirche                                                             | Langgasse 6 LageFlur: 1, Flurstück: 42/3                     | Äußerlich schlichte Hallenkirche mit spitzem 3/8-Schluss und mittelalterlichem Turm mit zweifach geschweifter Haube und achteckiger Laterne. | 1812/13                    |       |
| Fachwerkhaus in Messel Langgasse 21                                         | Fachwerkhaus                                                                    | Langgasse 21 LageFlur: 1, Flurstück: 413/1                   | Giebelständiges zweigeschossiges Bauernhaus mit fast ungestörtem Fachwerkgefüge | Anfang 18. Jahrhundert     |       |
| Fachwerkhaus in Messel Langgasse 27                                         | Bauernhaus                                                                      | Langgasse 27 LageFlur: 1, Flurstück: 418                     | Giebelständiges zweigeschossiges Bauernhaus mit Zierfachwerk im Obergeschoss. | 1619                       |       |
| Fachwerkhaus in Messel Langgasse 29                                         | Fachwerkhaus                                                                    | Langgasse 29 LageFlur: 1, Flurstück: 420/1                   | Giebelständiges, zweigeschossiges Wohnhaus mit fast ungestörtem Fachwerkgefüge und Krüppelwalmdach. | 17. Jahrhundert            |       |
| Fachwerkhaus in Messel Langgasse 33                                         | Bauernhaus                                                                      | Langgasse 33 LageFlur: 1, Flurstück: 424/2                   | Giebelständiges, zweigeschossiges Fachwerkhaus. | Mitte 17. Jahrhundert      |       |
| Fachwerkhaus in Messel Sackgasse 2-4                                        | Fachwerkhaus                                                                    | Sackgasse 2 LageFlur: 3, Flurstück: 100/1                    | Giebelständiges, zweigeschossiges Wohnhaus mit ungestörtem, einfachem Fachwerkgefüge. | 18. Jahrhundert            |       |
| Ludwig-Glock-Schule                                                         | Ludwig-Glock-Schule                                                             | Seegartenstraße 18 LageFlur: 1, Flurstück: 384               | |                            |       |
| Grenzstein zwischen Messel und Eppertshausen an der K180, Wappen von Messel | Kilometerstein                                                                  | Außerhalb der Ortslage LageFlur: 16, Flurstück: 143          | Kilometerstein aus weißem Sandstein an der Landstraße zwischen Messel und Eppertshausen mit den aufgemalten Wappen der beiden Gemeinden. |                            |       |

### Grube Messel
| Bild                                 | Bezeichnung                     | Lage                                             | Beschreibung                                                                                                   | Bauzeit                                          | Objekt-Nr. |
| ------------------------------------ | ------------------------------- | ------------------------------------------------ | --- | ------------------------------------------------ | ---------- |
| weitere Bilder                       | Bahnhof Messel                  | Am Bahnhof 7 LageFlur: 10, Flurstück: 184/5      | Dreistockiger Typenbau aus gelbem Buntsandstein mit Gesimsen und Zierleisten aus rotem Buntsandstein.          | 1870                                             |            |
| St.-Antonius-Kapelle in Grube Messel | Kath. Filialkirche St. Antonius | Marktstraße 37 LageFlur: 22, Flurstück: 18       | Massive Kapelle mit hölzernem quadratischem Dachreiter über dem westlichen Fachwerkgiebel und südlichem Anbau. | 1910 als Spritzenhaus, 1945 zur Kapelle umgebaut |            |
| Feuerwehrhaus                        | Feuerwehrhaus                   | Roßdörfer Straße 69 LageFlur: 22, Flurstück: 4/3 | |                                                  |            |

## Abgegangene Kulturdenkmäler
| Bild                                 | Bezeichnung                          | Lage              | Beschreibung | Bauzeit | Objekt-Nr. |
| ------------------------------------ | ------------------------------------ | ----------------- | --- | ------- | ---------- |
| Kesselhaus der ehemaligen Raffinerie | Kesselhaus der ehemaligen Raffinerie | Fabrikstraße Lage | Nachdem die Untere Denkmalschutzbehörde und das Landesamt für Denkmalpflege zu keiner gemeinsam getragenen Entscheidung über einen Antrag zum Abriss des Kesselhauses gekommen waren, entschied im Oktober 2007 der damalige Hessische Minister für Wissenschaft und Kunst, Udo Corts, dass dem Antrag der Firma Xella, auf deren Gelände das Gebäude stand, stattgegeben wird. | 1927    |            |